# Apoplanesia
Apoplanesia é um género botânico pertencente à família Fabaceae.
É composto por 2 espécies descritas e aceites.
O género foi descrito por Karel Presl e publicado em Symbolae botanicae . . . 1: 63, pl. 41. 1831. A espécie-tipo é Apoplanesia paniculata C.Presl
Trata-se de um género reconhecido pelo sistema de classificação filogenética Angiosperm Phylogeny Website. Segundo este sistema, Microlobium Liebm. é um género sinónimo

## Espécies
As espécies aceites neste género são:
- Apoplanesia cryptopetala Pittier
- Apoplanesia paniculata C.Presl